# Palpomyia magali
Palpomyia magali är en tvåvingeart som beskrevs av Meillon och Wirth 1981. Palpomyia magali ingår i släktet Palpomyia och familjen svidknott. Inga underarter finns listade i Catalogue of Life.